# Anéis de Saturno

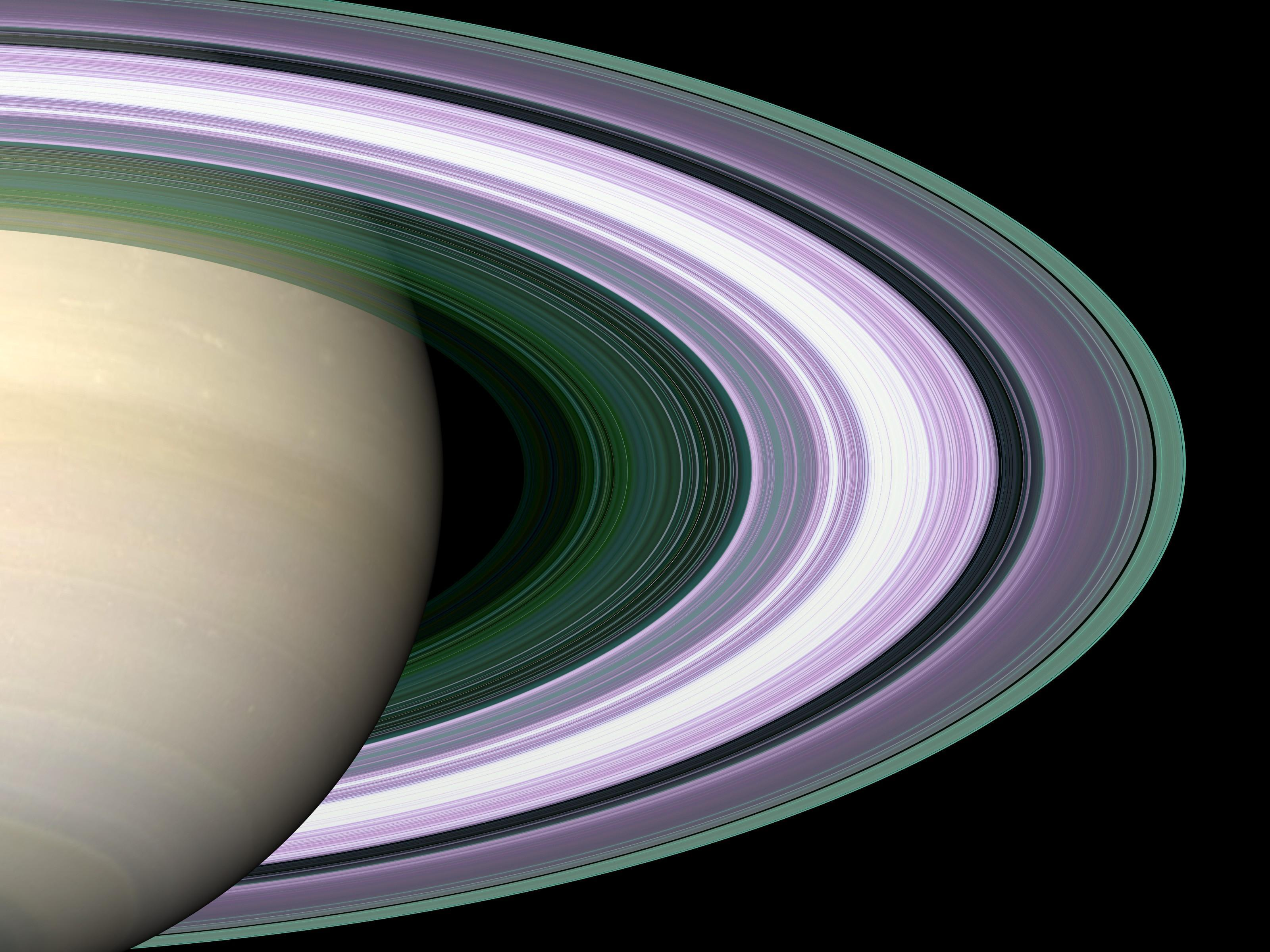
Imagem simulada utilizando cores para apesentar dados do tamanho de partículas derivados da rádio-ocultação. A atenuação dos sinais de 0,94, 3,6 e 13 cm enviados pela Cassini para a Terra através dos anéis mostra a abundância de partículas de tamanho similar ou maiores que aqueles comprimentos de onda. Púrpura (Anel B, parte interior do A) significa que poucas partículas são < 5 cm (todos os sinais são similarmente atenuados). Verde e azul (Anel C e parte exterior do A) significam que partículas < 5 cm e < 1 cm, respectivamente, são comuns. Áreas brancas (Anel B) são densas demais para transmitir o sinal adequado. Outra evidência mostra que os Anéis A e C possuem uma grande faixa de tamanhos de partículas.

Os anéis de Saturno são o mais extenso sistema de anéis de todos os planetas do Sistema Solar. Eles consistem em incontáveis pequenas partículas, cujo tamanho varia de micrômetros a metros, em órbita ao redor de Saturno. As partículas dos anéis são compostas quase totalmente de gelo de água, com um componente residual de material rochoso. Ainda não há um consenso quanto ao mecanismo da sua formação. Embora modelos teóricos tenham indicado que os anéis provavelmente se formaram no início da história do Sistema Solar, novos dados da sonda Cassini sugerem que eles se formaram relativamente tarde.
Embora a reflexão pelos anéis aumente o brilho de Saturno, eles não são visíveis da Terra a olho nu. Em 1610, um ano depois que Galileu Galilei virou um telescópio para o céu, ele se tornou a primeira pessoa a observar os anéis de Saturno, embora ele não os pudesse ver suficientemente bem para discernir sua verdadeira natureza. Em 1655, Christiaan Huygens foi a primeira pessoa a descrevê-los como um disco em torno de Saturno. O conceito de que os anéis de Saturno são feitos de uma série de pequenos anéis pode ser atribuído a Pierre-Simon Laplace, embora verdadeiros espaços sejam poucos – é mais correto pensar que os anéis são uma coroa circular cuja densidade e brilho possuem máximos e mínimos concêntricos. Na escala dos aglomerados entre os anéis há muito espaço vazio.
Os anéis possuem numerosas lacunas, onde a densidade de partículas cai abruptamente: duas delas abertas por luas encaixadas entre eles, e muitas outras em locais com ressonâncias orbitais desestabilizadoras com as luas de Saturno. Outras lacunas permanecem inexplicadas. Ressonâncias estabilizadoras, por outro lado, são responsáveis pela longevidade de diversos anéis, como o Anel Titã e o Anel G.
Bem além dos anéis principais está o Anel Febe, que presumidamente se formou de Febe e, portanto, compartilha o seu movimento orbital retrógrado. Ele está alinhado com o plano orbital de Saturno. Saturno tem uma inclinação axial de 27 graus, logo este anel está inclinado a um ângulo de 27 graus em relação aos anéis mais visíveis orbitando acima do equador de Saturno.

## História

### Trabalho de Galileu

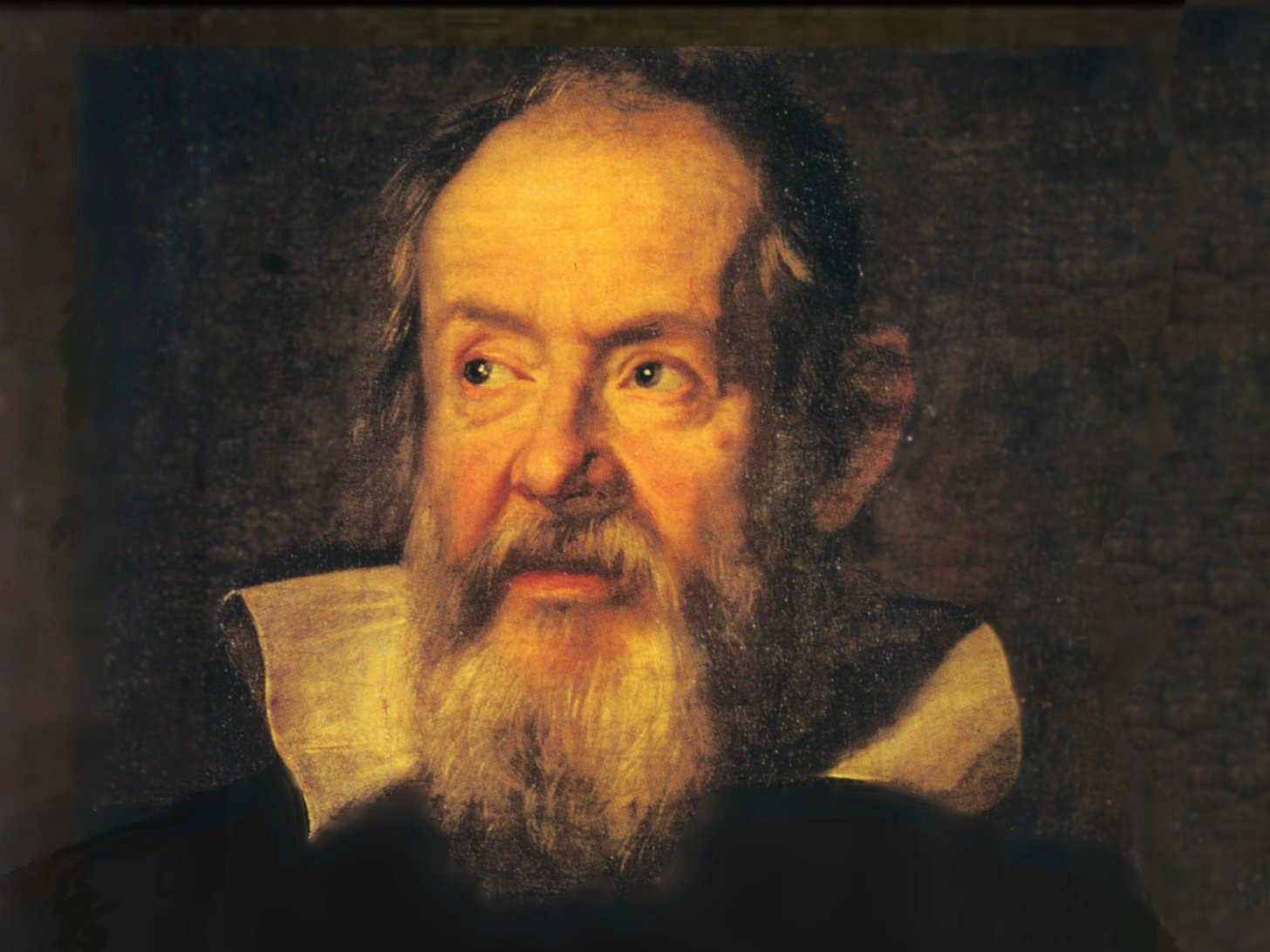
Galileu foi o primeiro a observar os anéis, em 1610

Galileu Galilei foi o primeiro a observar os anéis de Saturno, em 1610, usando seu telescópio, mas ele não foi capaz de identificá-los como tal. Ele escreveu ao Grão-Duque da Toscana que “O planeta Saturno não está sozinho, mas é composto de três, que quase se tocam e nunca se movem ou mudam um em relação ao outro. Eles estão arranjados em uma linha paralela ao zodíaco, e o do meio (o próprio Saturno) tem cerca de três vezes o tamanho dos laterais”. Ele também descreveu os satélites como as “orelhas de Saturno”. Em 1612, a Terra passou pelo plano dos anéis, e eles ficaram invisíveis. Mistificado, Galileu anotou “Eu não sei o que dizer em um caso tão surpreendente, tão pouco visto e tão novo.” Ele refletiu “Terá Saturno devorado seus filhos?” – referindo-se ao mito do titã Saturno devorando suas crias para evitar a profecia de eles destruindo-o. Ele ficou confuso quando os anéis apareceram de novo em 1613.
Os astrônomos antigos usavam anagramas como um tipo de esquema de compromisso para registrar novas descobertas, antes que seus resultados estivessem prontos para publicação. Galileu usou smaismrmilmepoetaleumibunenugttauiras para Altissimum planetam tergeminum observavi (“Eu observei que o planeta mais distante possui uma forma tripla”) para a descoberta dos anéis de Saturno.

### Teoria do anel, observações e exploração

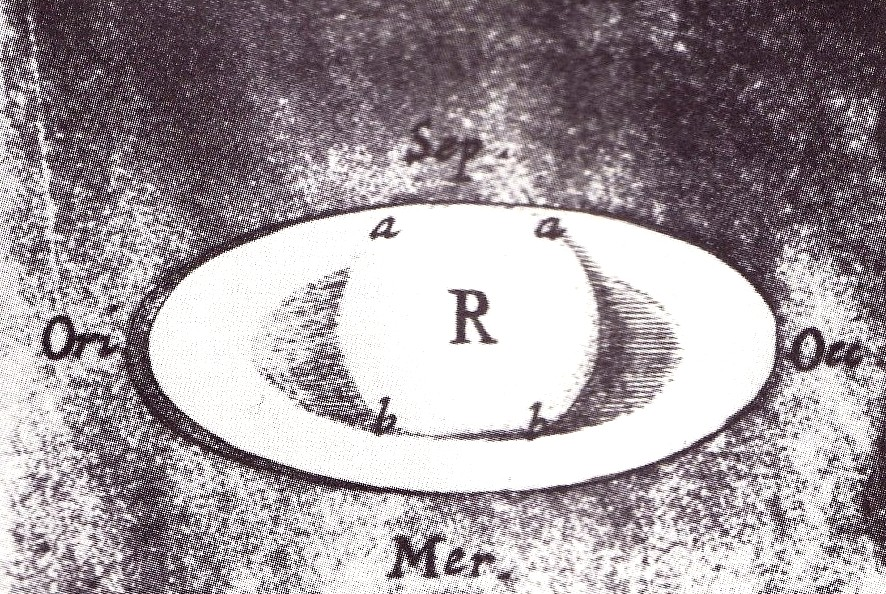
Robert Hooke registrou as sombras (a e b) lançadas pelo globo sobre os anéis e vice-versa neste desenho de Saturno de 1666

Em 1657, Christopher Wren se tornou professor de Astronomia no Gresham College, em Londres. Ele vinha fazendo observações de Saturno desde 1652 com o objetivo de explicar sua aparência. Sua hipótese foi escrita em De corpori saturni, em que ele chegou perto de sugerir que o planeta tinha um anel. Entretanto, Wren não estava certo sobre se o anel era independente do planeta ou fisicamente ligado a ele. Antes que a teoria de Wren fosse publicada, Christiaan Huygens apresentou sua teoria dos anéis de Saturno. Wren imediatamente reconheceu que esta hipótese era melhor que a sua, e De corpore saturni nunca foi publicada.
Huygens foi o primeiro a sugerir que Saturno era circundado por um anel destacado do planeta. Usando um telescópio de refração de 50x que ele mesmo havia projetado, muito superior aos disponíveis para Galileu, Huygens observou Saturno e, em 1656, como Galileu, publicou o anagrama aaaaaaacccccdeeeeeghiiiiiiillllmmnnnnnnnnnooooppqrrstttttuuuuu. Quando confirmou suas observações, três anos mais tarde, ele revelou o significado: "Annuto cingitur, tenui, plano, nusquam coherente, ad eclipticam inclinato", ou seja, "Ele (Saturno) é circundado por um anel fino e plano, não tocado em nenhum lugar, inclinado em relação à eclíptica." Robert Hooke foi outro observador inicial dos anéis de Saturno, e registrou o lançamento de sombras nos anéis.
Em 1675, Giovanni Domenico Cassini determinou que o anel de Saturno era composto de múltiplos anéis menores, com lacunas entre eles; a maior dessas lacunas foi mais tarde denominada a Divisão Cassini. Esta divisão é uma região com 4 800 quilômetros de largura, entre os Anéis A e B.
Em 1787, Pierre-Simon Laplace provou que um anel sólido uniforme seria instável e sugeriu que os anéis eram compostos de um grande número de pequenos anéis sólidos.
Em 1859, James Clerk Maxwell demonstrou que um anel sólido não uniforme, pequenos anéis sólidos ou um anel contínuo fluido também não seriam estáveis, indicando que o anel deveria ser composto de numerosas partículas pequenas, todas orbitando Saturno independentemente. Mais tarde, Sofia Kovalevskaya também concluiu que os anéis de Saturno não podiam ser corpos líquidos em forma de anel.

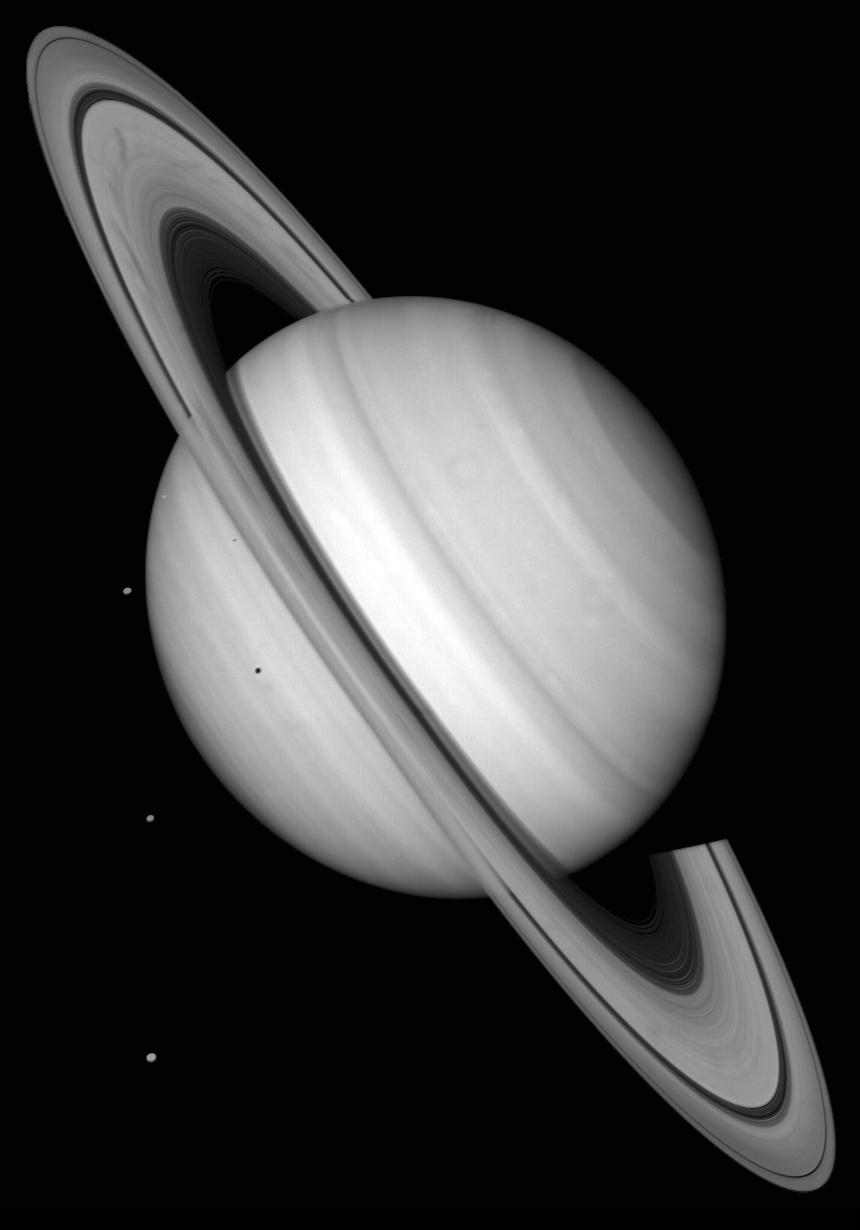
Visão da Voyager 2 de Saturno fazendo sombra sobre seus anéis. Quatro satélites, duas de suas sombras e raios anelares são visíveis

Quatro sondas robóticas observaram os anéis de Saturno a partir das vizinhanças do planeta. A maior aproximação de Saturno da Pioneer 11 ocorreu em setembro de 1979, à distância de 20 900 quilômetros. A Pioneer 11 foi a responsável pela descoberta do Anel F. A maior aproximação da Voyager 1 ocorreu em novembro de 1980, à distância de 64 200 quilômetros. Um fotopolarímetro com defeito impediu a Voyager 1 de observar os anéis com a resolução planejada, entretanto as imagens da sonda forneceram detalhe sem precedente do sistema de anéis e revelaram a existência do Anel G. A maior aproximação da Voyager 2 ocorreu em agosto de 1981, à distância de 41 000 quilômetros. O fotopolarímetro funcionando permitiu a observação do sistema de anéis com maior resolução do que a da Voyager 1, levando à descoberta de muitos anéis menores não vistos anteriormente. A sonda Cassini entrou em órbita de Saturno em julho de 2004. As imagens dos anéis feitas pela Cassini são até hoje as mais detalhadas, e foram responsáveis pela descoberta de ainda mais anéis menores.
Os anéis são nomeados alfabeticamente, na ordem em que foram descobertos (A e B em 1675 por Giovanni Domenico Cassini, C em 1850 por William Cranch Bond e seu filho George Phillips Bond, D em 1933 por Nikolai P. Barabachov e B. Semejkin, E em 1967 por Walter A. Feibelman, F em 1979 pela Pioneer 11 e G em 1980 pela Voyager 1). Os anéis principais são, olhando-se para fora do planeta, C, B e A, com a Divisão Cassini, a maior lacuna, separando os Anéis B e A. Diversos anéis mais tênues foram descobertos mais recentemente. O Anel D é extremamente tênue e é o mais próximo do planeta. O estreito Anel F está logo depois do Anel A. Depois desses, estão dois anéis bem mais tênues chamados G e E. Os anéis mostram uma enorme quantidade de estruturas em todas as escalas, algumas relacionadas a perturbações pelas luas de Saturno, mas muitas inexplicadas.

## Inclinação axial de Saturno

Simulação da aparência de Saturno visto da Terra, no curso de um ano de Saturno

A inclinação axial de Saturno é de 26,7°, significando que as vistas dos anéis obtidas a partir da Terra são largamente variáveis em épocas diferentes, nas quais os anéis visíveis ocupam o plano equatorial. A Terra faz passagens pelo plano dos anéis a cada 13 a 15 anos, aproximadamente a cada meio ano de Saturno, e há chances aproximadamente iguais de um ou três cruzamentos ocorrerem em cada ocasião dessas. Os mais recentes cruzamentos do plano dos anéis ocorreram em 22 de maio de 1995, 10 de agosto de 1995, 11 de fevereiro de 1996 e 4 de setembro de 2009; os próximos eventos serão em 23 de março de 2025, 15 de outubro de 2038, 1° de abril de 2039 e 9 de julho de 2039. Oportunidades favoráveis de observação de cruzamentos do plano de anéis (com Saturno não próximo ao Sol) só ocorrem durante os cruzamentos triplos.
Os equinócios de Saturno, quando o Sol passa pelo plano dos anéis, não são espaçados por igual: em cada órbita o Sol está ao sul do plano de anéis por 13,7 anos, depois ao norte do plano por 15,7 anos. A excentricidade orbital de Saturno, de 0,0565, é a maior dos planetas gigantes do Sistema Solar, e cerca de três vezes a da Terra. A sua apside é atingida próximo do solstício de verão do seu hemisfério norte. Datas para os equinócios de outono no hemisfério norte incluem 19 de novembro de 1995 e 6 de maio de 2025, com os equinócios setentrionais de primavera em 11 de agosto de 2009 e 23 de janeiro de 2039. No período próximo ao equinócio, a iluminação da maior parte dos anéis é bastante reduzida, tornando possíveis observações únicas ressaltando características que saiam do plano de anéis.

## Características físicas

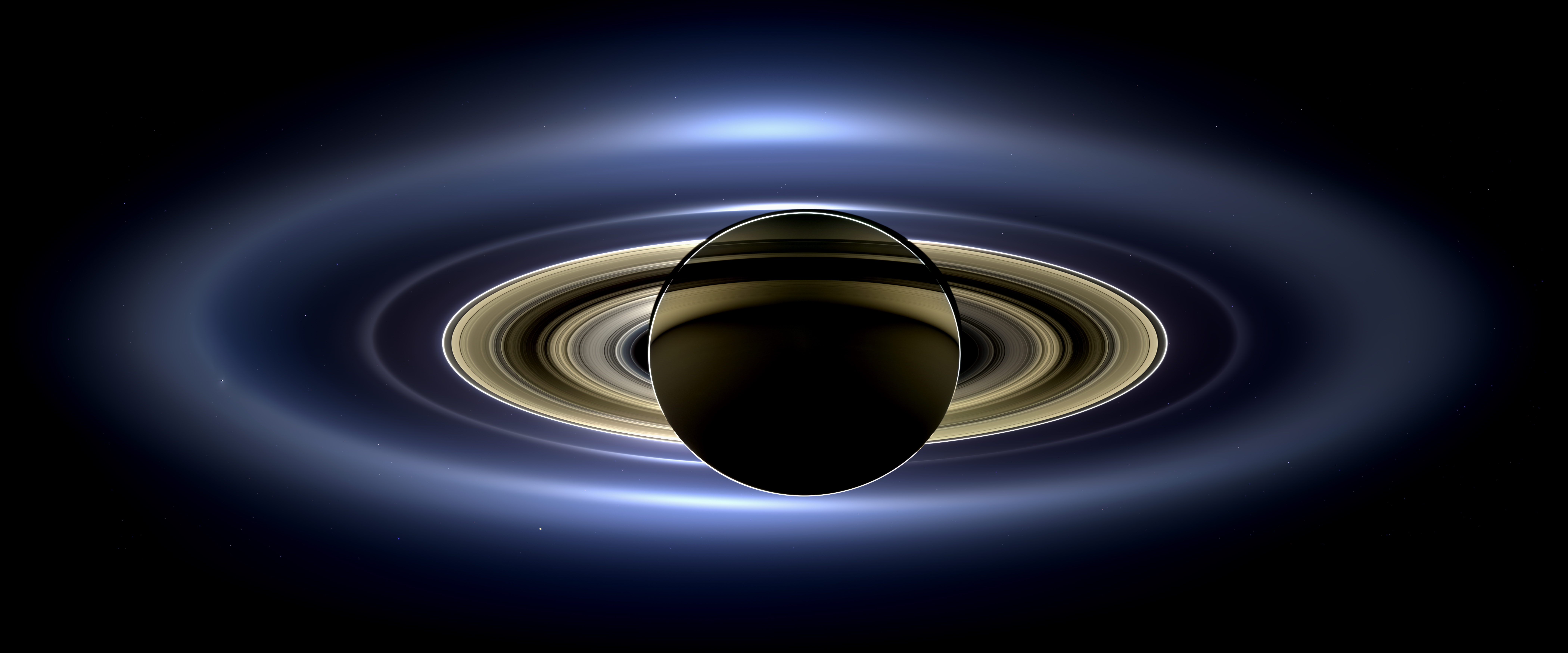
O conjunto completo de anéis, visualizado quando Saturno eclipsou o Sol em relação ao ponto de vista da sonda Cassini, a uma distância de 1,2 milhão de quilômetros em 19 de julho de 2013 (o brilho está exagerado). A Terra aparece como um ponto às 4 horas, entre os anéis G e E.

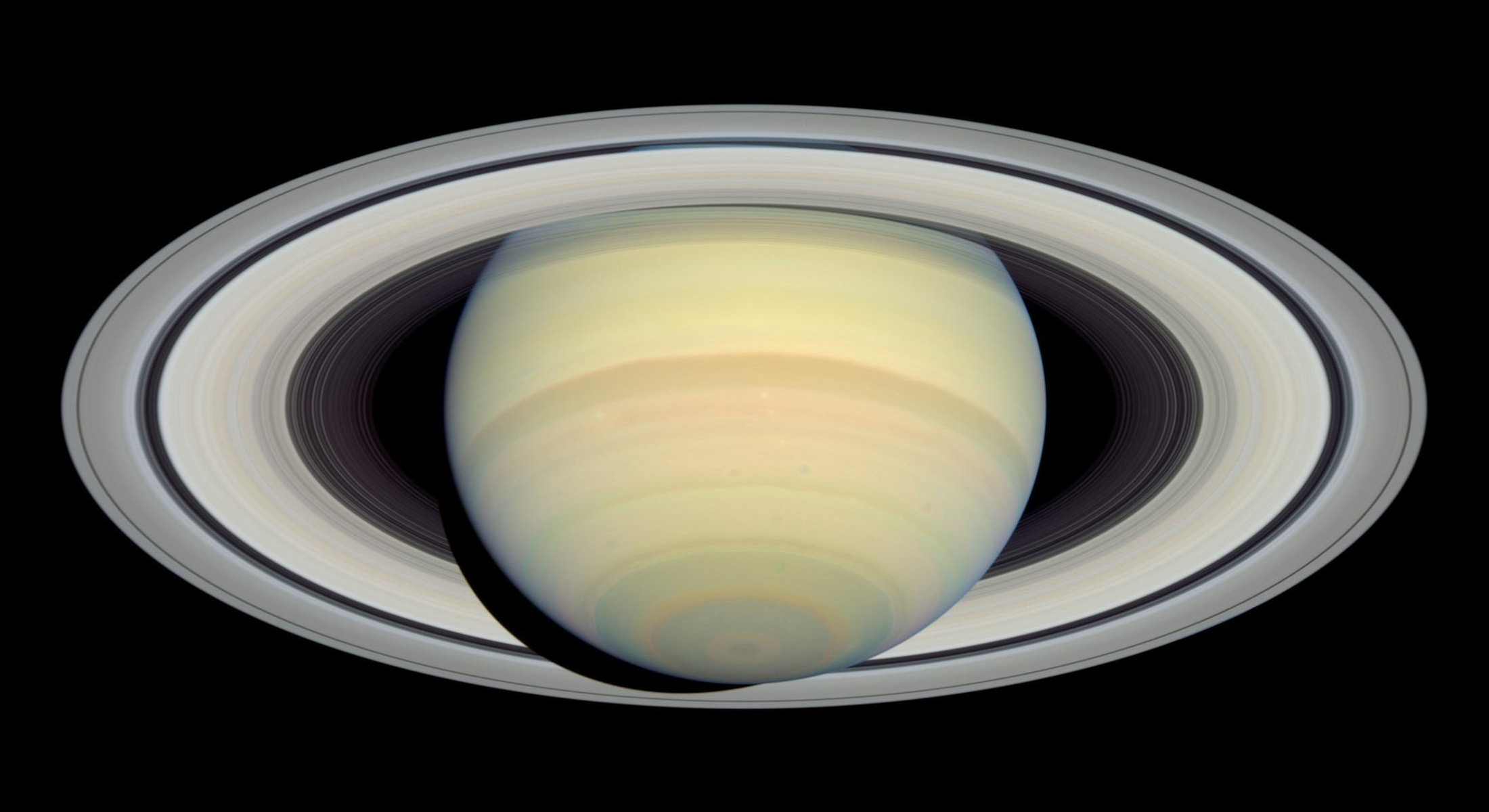
A escura Divisão Cassini separa o largo Anel B interior do Anel A exterior nesta imagem da ACS do Telescópio espacial Hubble (22 de março de 2004). O menos proeminente Anel C está logo no interior do Anel B.

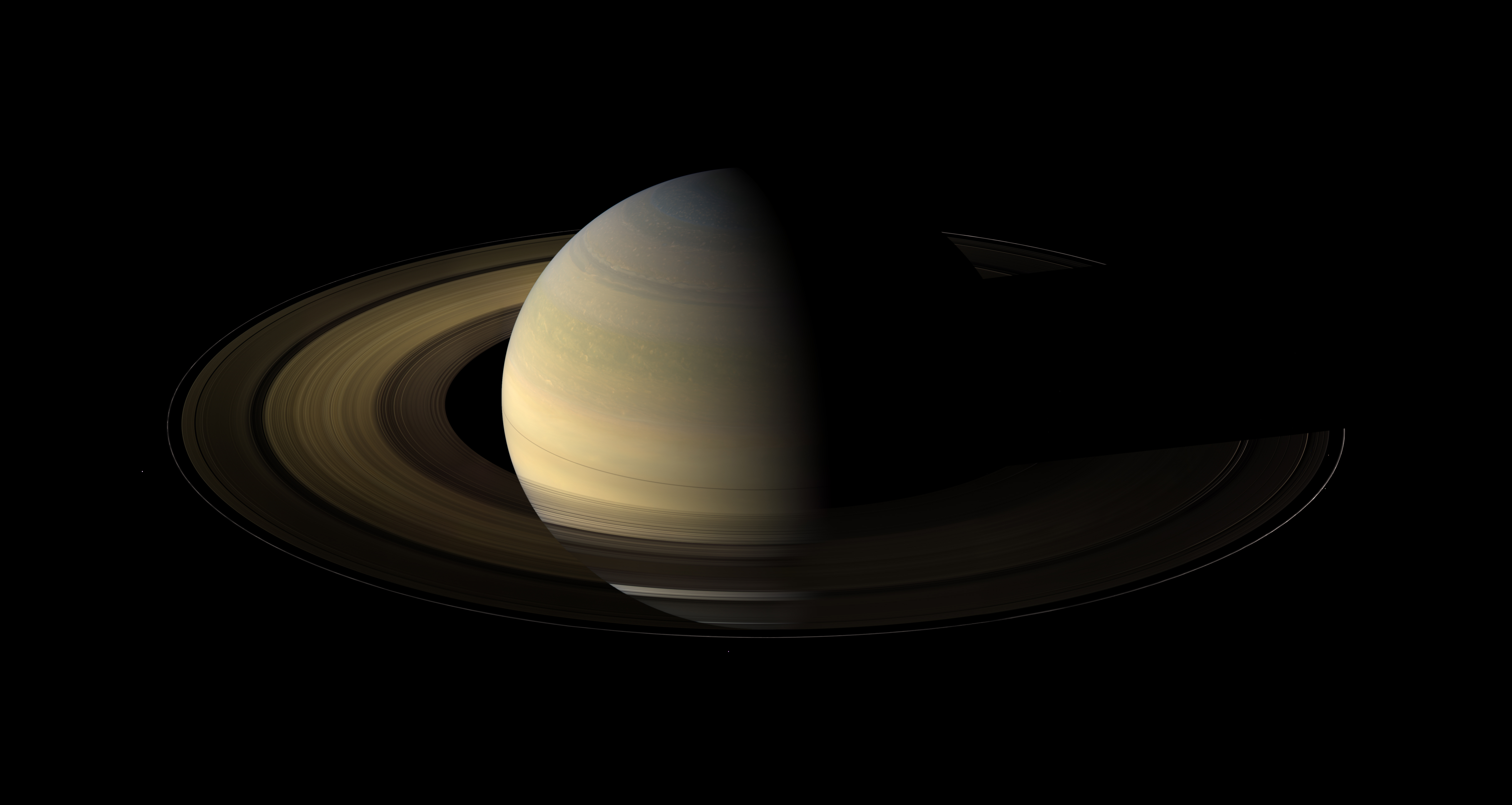
Um mosaico da Cassini dos anéis de Saturno em 12 de agosto de 2009, um dia depois do equinócio. Com os anéis apontados para o Sol, a iluminação é pela luz refletida por Saturno, exceto nas seções mais grossas ou fora do plano, como o Anel F.

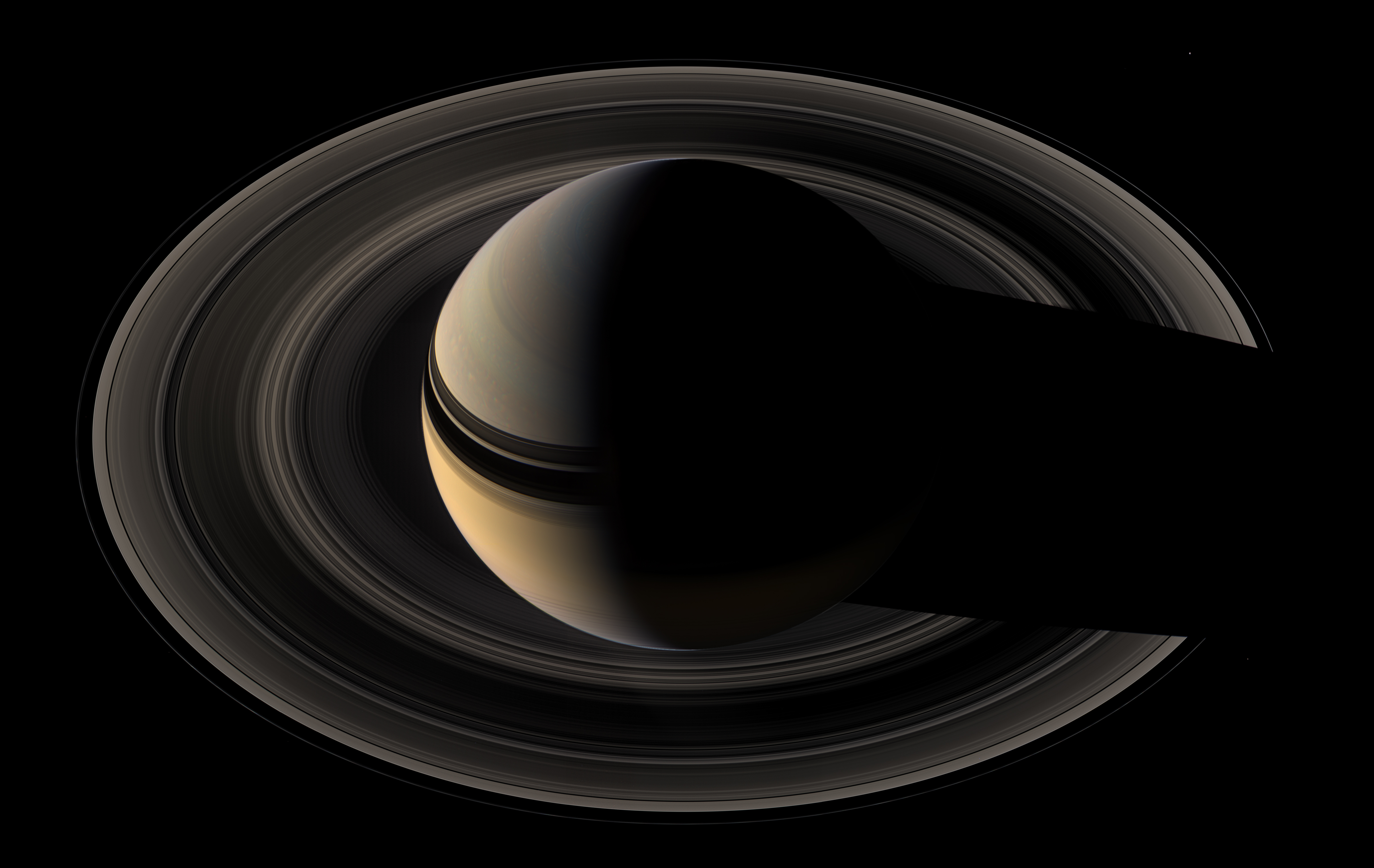
Uma visão da sonda Cassini do lado não iluminado dos anéis de Saturno (9 de maio de 2007)

Os densos anéis principais se estendem de 7 000 km a 80 000 km de distância do equador de Saturno, cujo raio é de 60 300 km (ver Subdivisões principais). Com uma espessura local estimada entre 10 m e 1 km, eles são compostos em 99,9% de gelo de água pura, com uma quantidade residual de impurezas que podem incluir tolinas ou silicatos. Os anéis principais são compostos principalmente de partículas variando em tamanho de 1 cm a 10 m.
A Cassini mediu diretamente a massa do sistema de anéis por meio do efeito gravitacional deles durante o conjunto final de órbitas em que a sonda passou entre os anéis e o topo de nuvens, chegando a um valor de 1,54 (± 0,49) × 1019 kg, ou 0,41 ± 0,13 massa de Mimas. Isto é tão massivo quanto cerca de metade da massa da plataforma de gelo antártico na Terra, espalhada por uma área 80 vezes maior que a da Terra. A estimativa está próxima do valor de 0,40 massa de Mimas derivada das observações da Cassini de ondas de densidade nos Anéis A, B e C. É uma fração pequena da massa total de Saturno (cerca de 0,25 ppb). Observações antigas da Voyager de ondas de densidade nos Anéis A e B e um perfil óptico de profundidade tinham levado a uma massa de cerca de 0,75 massa de Mimas, mas observações posteriores e modelagens de computador sugeriram que o valor estava subestimado.
Embora as lacunas maiores nos anéis, como a Divisão Cassini e a Lacuna Encke, possam ser vistas da Terra, a sonda Voyager descobriu que os anéis possuem uma intrincada estrutura de milhares de lacunas estreitas e anéis menores. Acredita-se que esta estrutura surja, de diferentes formas, a partir da atração gravitacional das muitas luas de Saturno. Algumas lacunas são criadas pela passagem de luas menores como Pã, muitas das quais ainda podem estar por ser descobertas, e alguns pequenos anéis parecem ser mantidos pelos efeitos gravitacionais de pequenos satélites pastores (de forma similar à manutenção do Anel F por Prometeu). Outras lacunas surgem de ressonâncias entre o período orbital de partículas na lacuna e de uma lua mais massiva à distância; Mimas mantém a Divisão Cassini desta maneira. Outra estrutura nos anéis consiste de ondas espirais levantadas pelas perturbações gravitacionais periódicas das luas internas em ressonâncias menos disruptivas. Dados da sonda Cassini indicam que os anéis de Saturno possuem sua própria atmosfera, independente da do planeta. A atmosfera é composta do gás oxigênio molecular (O2), produzido quando a luz ultravioleta do Sol interage com o gelo de água nos anéis. Reações químicas entre fragmentos de moléculas de água e estimulação adicional por ultravioleta criam e ejetam, entre outras coisas, o O2. De acordo com modelos desta atmosfera, H2 também está presente. As atmosferas de O2 e H2 são tão esparsas que, se toda a atmosfera se condensasse sobre os anéis, ela teria a espessura de cerca de um átomo. Os anéis também possuem uma atmosfera de OH (hidróxido) similarmente esparsa. Como o O2, esta atmosfera é produzida pela desintegração de moléculas de água, embora neste caso a desintegração seja feita por íons energéticos que bombardeiam as moléculas de água ejetadas pela lua Encélado. Esta atmosfera, embora seja extremamente esparsa, foi detectada da Terra pelo Telescópio Espacial Hubble.
Saturno mostra padrões complexos no seu brilho. A maior parte desta variabilidade se deve a mudanças no aspecto dos anéis, e isto ocorre em dois ciclos a cada órbita. Entretanto, superposta a esta está a variabilidade devida à excentricidade da órbita do planeta, que faz com que ele apresente oposições mais brilhantes no hemisfério norte do que no sul.
Novas imagens dos anéis, tiradas próximo do equinócio de 11 de agosto de 2009 pela sonda Cassini, mostraram que os anéis se estendem significativamente para fora do plano nominal do anel em alguns lugares. Este deslocamento atinge até 4 km na borda da Lacuna Keeler, devido à órbita fora do plano de Dafne, a lua que cria a lacuna.

### Formação e evolução dos anéis principais
As estimativas da idade dos anéis de Saturno variam grandemente, dependendo da abordagem utilizada. Considerava-se que eles eram muito antigos, datando da formação do próprio Saturno. Entretanto, dados da Cassini sugerem que eles são muito mais jovens, tendo mais provavelmente se formado nos últimos 100 milhões de anos, e podem, portanto, ter entre 10 e 100 milhões de anos de idade. Este cenário de origem recente se baseia em uma nova modelagem da evolução dinâmica dos anéis e medições do fluxo de poeira interplanetária, que alimentam uma estimativa da taxa de escurecimento do anel ao longo do tempo. Como os anéis estão continuamente perdendo material, eles teriam sido mais massivos no passado do que atualmente. A estimativa de massa por si só não é um bom diagnóstico, uma vez que anéis de alta massa que se formaram no início da história do Sistema Solar teriam evoluído até hoje para uma massa próxima àquela medida. Considerando as atuais taxas de depleção, eles podem desaparecer em 300 milhões de anos.
Há duas teorias principais a respeito da origem dos anéis internos de Saturno. Uma delas, proposta por Édouard Roche no século XIX, é que os anéis já foram uma lua de Saturno (chamada Veritas, uma deusa romana que se escondeu em um poço) cuja órbita decaiu até ela ficar suficientemente próxima para ser rasgada pelas forças de maré (ver limite de Roche). Uma variação desta teoria é que esta lua se desintegrou depois de ser atingida por um grande cometa ou asteroide. A segunda teoria é que os anéis nunca foram parte de uma lua, e sim são sobras do material nebular a partir do qual Saturno se formou.

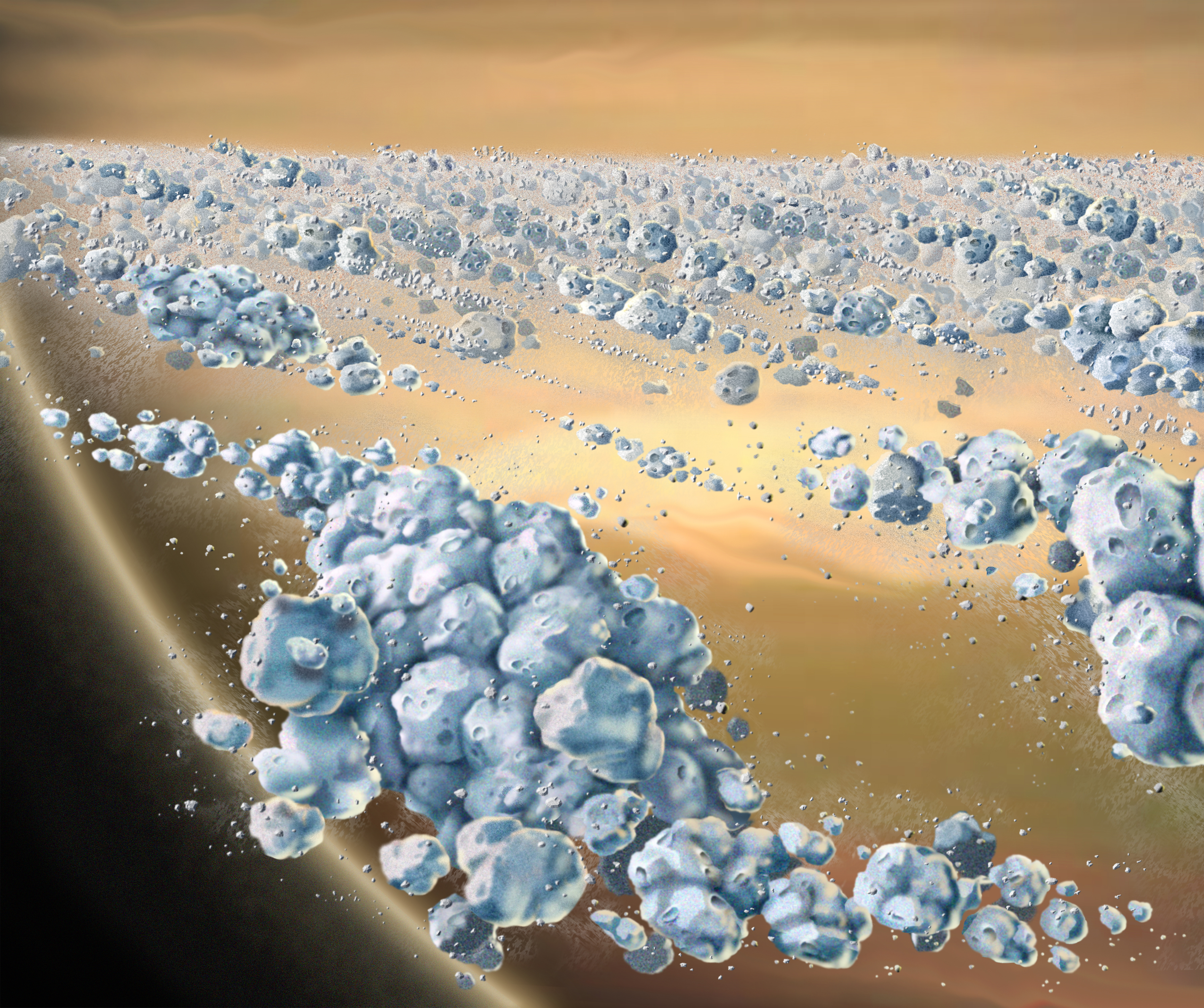
Uma impressão artística de 2007 dos agregados de partículas de gelo que formam as porções “sólidas” dos anéis de Saturno. Esses torrões alongados estão continuamente se formando e dispersando. As partículas maiores têm alguns metros de largura,

Uma versão mais tradicional da teoria da lua desintegrada diz que os anéis são compostos de detritos de uma lua com 400 a 600 km de diâmetro, ligeiramente maior do que Mimas. A última vez em que houve colisões suficientemente grandes para desintegrar uma lua foi durante o Intenso bombardeio tardio, cerca de quatro bilhões de anos atrás.
Uma variante mais recente deste tipo de teoria, por Robin Canup, é que os anéis poderiam representar parte dos remanescentes do manto gelado de uma lua muito maior, do tamanho de Titã, que teria sido despojada de sua camada externa quando caiu em espiral em direção ao planeta durante o período de formação, quando Saturno ainda era cercado por uma nebulosa gasosa. Isto explicaria a escassez de material rochoso dentro dos anéis. Os anéis seriam inicialmente muito mais massivos (aproximadamente mil vezes) e mais largos que atualmente; o material nas porções exteriores dos anéis teria coalescido nas luas de Saturno até Tétis, o que também explicaria a falta de material rochoso na composição da maioria dessas luas. A subsequente evolução colisional ou criovulcânica de Encélado poderia então ter causado a perda seletiva de gelo desta lua, elevando a sua densidade para o valor atual de 1,61 g/cm3, superior à de Mimas (1,15 g/cm3) e de Tétis (0,97 g/cm3).
A ideia de anéis inicialmente massivos foi depois estendida para explicar a formação das luas de Saturno até Reia. Se os anéis inicialmente massivos contivessem pedaços de material rochoso (>100 km de largura) além de gelo, esses corpos de silicato teriam acretado mais gelo e teriam sido expelidos dos anéis, devido a interações gravitacionais com os anéis e interações de maré com Saturno, para órbitas progressivamente mais distantes. Dentro do limite de Roche, corpos de material rochoso são suficientemente densos para acretar material adicional, ao contrário de corpos de gelo, menos densos. Uma vez fora dos anéis, as luas recém-formadas poderiam ter continuado a evoluir através de fusões randômicas. Este processo pode explicar a variação no teor de silicato das luas de Saturno até Reia, assim como a tendência de teores cada vez menores de silicato quanto mais próximo de Saturno. Reia seria então a mais velha das luas formadas a partir dos anéis primordiais, com as luas mais próximas de Saturno sendo progressivamente mais jovens.
O brilho e pureza do gelo de água nos anéis de Saturno têm sido citados como evidência de que os anéis são muito mais jovens do que Saturno, uma vez que a queda de poeira meteórica teria levado ao escurecimento dos anéis. Entretanto, novas pesquisas indicam que o Anel B pode ser suficientemente massivo para ter diluído o material caído, evitando assim um escurecimento substancial ao longo da idade do Sistema Solar. O material do anel pode ser reciclado quando blocos se formam dentro dos anéis e são destruídos por impactos. Isto explicaria a aparente juventude de parte do material dentro dos anéis. Evidências sugerindo uma origem recente do Anel C foram colhidas por pesquisadores analisando dados do Cassini Titan Radar Mapper, que se focou na análise da proporção de silicatos rochosos dentro deste anel. Se grande parte deste material foi uma contribuição de um centauro ou lua destruídos, a idade deste anel poderia ser da ordem de 100 milhões de anos ou menos. Por outro lado, se o material veio principalmente da queda de micrometeoroides, a idade seria mais próxima de um bilhão de anos.
A equipe do Cassini UVIS, conduzida por Larry W. Esposito, utilizou ocultação estelar para descobrir 13 objetos, variando entre 27 m e 10 km, dentro do Anel F. Eles são translúcidos, sugerindo que são agregados temporários de blocos de gelo com alguns metros de largura. Esposito acredita que esta é a estrutura básica dos anéis de Saturno, partículas agrupando-se e depois sendo explosivamente afastadas.
Pesquisas baseadas em taxas de quedas sobre Saturno favorecem um sistema de anéis mais jovem, datado de centenas de milhões de anos. Material do anel está continuamente caindo em espiral sobre Saturno; quanto mais rápida for esta queda, menor é o tempo de vida do sistema de anéis. Um mecanismo envolve a gravidade puxando grãos de gelo de água dos anéis eletricamente carregados ao longo das linhas do campo magnético planetário, um processo chamado “chuva de anel”. Este fluxo foi inferido como sendo de 432-2870 kg/s, utilizando observações do Observatório W. M. Keck; como consequência somente deste processo, os anéis terão acabado em ~292+818
−124 milhões de anos. Enquanto atravessava o espaço entre os anéis e o planeta em setembro de 2017, a sonda Cassini detectou um fluxo equatorial de material com carga neutra de 4 800-44 000 kg/s. Assumindo que este fluxo seja estável, a adição dele ao processo contínuo da chuva de anel implica que os anéis poderão acabar em menos de 100 milhões de anos.

## Subdivisões e estruturas dentro dos anéis
As partes mais densas do sistema de anéis de Saturno são os Anéis A e B, que são separados pela Divisão Cassini, descoberta em 1675 por Giovanni Domenico Cassini). Juntamente com o Anel C, que foi descoberto em 1850 e é similar em caráter à Divisão Cassini, essas regiões constituem os anéis principais. Os anéis principais são mais densos e contêm partículas maiores do que os tênues anéis de poeira. Estes últimos incluem o Anel D, estendendo-se em direção ao topo das nuvens de Saturno, os Anéis G e E e outros após o sistema de anéis principal. Esses anéis difusos são caracterizados como de poeira por causa do pequeno tamanho de suas partículas, frequentemente cerca de 1 μm; sua composição química é, como a dos anéis principais, quase inteiramente gelo de água.

### Parâmetros físicos dos anéis
Notas:

(1) Os nomes são atribuídos pela União Astronômica Internacional, a menos que indicado de forma diferente. Separações mais largas entre os anéis são chamadas divisões, enquanto separações mais estreitas são chamadas lacunas.

(2) Os dados são em sua maioria do Gazetteer of Planetary Nomenclature, de um boletim da NASA e de diversos trabalhos.

(3) A distância se refere ao centro das lacunas, anéis e anéis menores que são mais estreitos que 1000 km.

O lado iluminado dos anéis de Saturno com as maiores subdivisões assinaladas

(4) Nome não oficial.

#### Subdivisões principais
| Nome(1)                 | Distância do centro de Saturno (km)(2) | Largura (km)(2) | Nomeado conforme |
| ----------------------- | -------------------------------------- | --------------- | ---------------- |
| Anel D                  | 66 900 – 74 510                        | 7 500           |                  |
| Anel C                  | 74 658 – 92 000                        | 17 500          |                  |
| Anel B                  | 92 000 – 117 580                       | 25 500          |                  |
| Divisão Cassini         | 117 580 – 122 170                      | 4 700           | Giovanni Cassini |
| Anel A                  | 122 170 – 136 775                      | 14 600          |                  |
| Divisão Roche           | 136 775 – 139 380                      | 2 600           | Édouard Roche    |
| Anel F                  | 140 180 (3)                            | 30 – 500        |                  |
| Anel Jano/Epimeteu(4)   | 149 000 – 154 000                      | 5 000           | Jano e Epimeteu  |
| Anel G                  | 166 000 – 175 000                      | 9 000           |                  |
| Arco do Anel Methone(4) | 194 230                                | ?               | Methone          |
| Arco do Anel Anthe(4)   | 197 665                                | ?               | Anthe            |
| Anel Palene(4)          | 211 000 – 213 500                      | 2 500           | Palene           |
| Anel E                  | 180 000 – 480 000                      | 300 000         |                  |
| Anel Febe               | ~4 000 000 – >13 000 000               |                 | Febe             |

#### Estruturas do Anel C
| Nome(1)            | Distância do centro de Saturno (km)(2) | Largura (km)(2) | Nomeado conforme                           |
| ------------------ | -------------------------------------- | --------------- | ------------------------------------------ |
| Lacuna Colombo     | 77 870 (3)                             | 150             | Giuseppe Colombo                           |
| Anel Menor Titã    | 77 870 (3)                             | 25              | Titã                                       |
| Lacuna Maxwell     | 87 491 (3)                             | 270             | James Clerk Maxwell                        |
| Anel Menor Maxwell | 87 491 (3)                             | 64              | James Clerk Maxwell                        |
| Lacuna Bond        | 88 700 (3)                             | 30              | William Cranch Bond e George Phillips Bond |
| Anel Menor 1,470RS | 88 716 (3)                             | 16              | o seu raio                                 |
| Anel Menor 1,495RS | 90 171 (3)                             | 62              | o seu raio                                 |
| Lacuna Dawes       | 90 210 (3)                             | 20              | William Rutter Dawes                       |

#### Estruturas da Divisão Cassini
- Fonte:[60]

| Nome(1)            | Distância do centro de Saturno (km)(2) | Largura (km)(2) | Nomeado conforme     |
| ------------------ | -------------------------------------- | --------------- | -------------------- |
| Lacuna Huygens     | 117 680 (3)                            | 285–400         | Christiaan Huygens   |
| Anel Menor Huygens | 117 848 (3)                            | ~17             | Christiaan Huygens   |
| Lacuna Herschel    | 118 234 (3)                            | 102             | William Herschel     |
| Lacuna Russell     | 118 614 (3)                            | 33              | Henry Norris Russell |
| Lacuna Jeffreys    | 118 950 (3)                            | 38              | Harold Jeffreys      |
| Lacuna Kuiper      | 119 405 (3)                            | 3               | Gerard Kuiper        |
| Lacuna Laplace     | 119 967 (3)                            | 238             | Pierre-Simon Laplace |
| Lacuna Bessel      | 120 241 (3)                            | 10              | Friedrich Bessel     |
| Lacuna Barnard     | 120 312 (3)                            | 13              | Edward Barnard       |

#### Estruturas do Anel A
| Nome(1)       | Distância do centro de Saturno (km)(2) | Largura (km)(2) | Nomeado conforme |
| ------------- | -------------------------------------- | --------------- | ---------------- |
| Lacuna Encke  | 133 589 (3)                            | 325             | Johann Encke     |
| Lacuna Keeler | 136 505 (3)                            | 35              | James Keeler     |

## Anel D
O Anel D é o mais interno e é muito tênue. Em 1980, a Voyager 1 detectou dentro deste anel três anéis menores, que foram designados D73, D72 e D68, sendo este último o discreto anel menor mais próximo de Saturno. Cerca de 25 anos depois, as imagens da Cassini mostraram que D72 tinha ficado significativamente mais largo e mais difuso, e tinha se movido 200 km em direção ao planeta.
Está presente no Anel D uma estrutura fina com ondas distantes de 30 km. Vista pela primeira vez na lacuna entre o Anel C e D73, a estrutura foi encontrada durante o equinócio de Saturno de 2009, estendendo-se a uma distância radial de 19 mil quilômetros do Anel D para o limite interno do Anel B. As ondas são interpretadas como um padrão espiral de corrugações verticais de 2 a 20 km de amplitude; o fato de que o período das ondas está decrescendo com o tempo (de 60 km em 1995 para 30 km em 2006) permite deduzir que o padrão tenha se originado no final de 1983 com o impacto de uma nuvem de detritos (com massa de ≈1012 kg) de um cometa destruído, que desviou os anéis para fora do plano equatorial. Um padrão espiral similar no anel principal de Júpiter foi atribuído à perturbação causada pelo impacto de material do Cometa Shoemaker-Levy 9 em 1994.

## Anel C

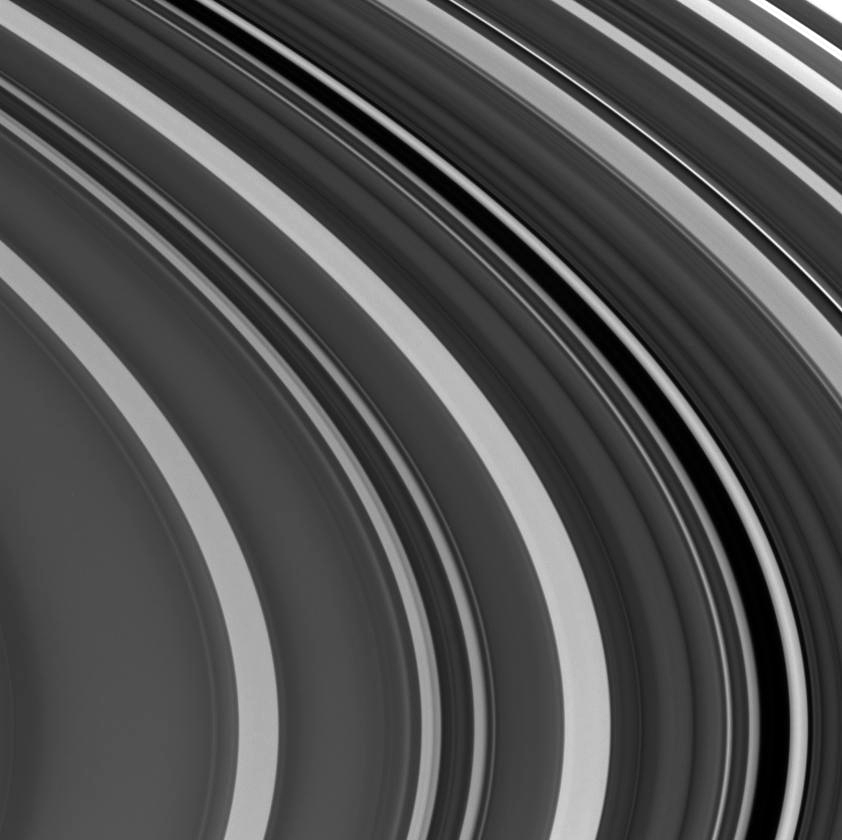
Vista do Anel C externo; a Lacuna Maxwell com o Anel Menor Maxwell no lado direito estão acima e à direita do centro. A Lacuna Bond está acima de uma larga banda de luz na direção superior direita; a Lacuna Dawes está dentro de uma banda escura logo abaixo do canto superior direito

O Anel C é um anel largo e tênue localizado no interior do Anel B, descoberto em 1850 por William e George Phillips Bond, embora William Rutter Dawes e Johann Gottfried Galle também o tenham visto independentemente. William Lassell chamou-o “Anel Crepe”, porque ele parecia ser composto de material mais escuro do que os mais brilhantes Anéis A e B.

### Lacuna Colombo e Anel Menor Titã
A Lacuna Colombo se localiza na parte interna do Anel C. Dentro da lacuna está o brilhante e estreito Anel Menor Colombo, cujo centro está a 77 883 km do centro de Saturno, e é ligeiramente elíptico e não circular. Este anel menor também é chamado Anel Menor Titã, por ele ser governado por uma ressonância orbital com a lua Titã. Nesta localização dentro dos anéis, o comprimento da precessão apsidal de uma partícula do anel é igual ao comprimento do movimento orbital de Titã, de modo que a extremidade exterior deste anel menor excêntrico sempre aponta em direção a Titã.

### Lacuna e Anel Menor Maxwell
A Lacuna Maxwell localiza-se na parte externa do Anel C. Ela também contém um denso e não circular anel menor, o Anel Menor Maxwell. Em muitos aspectos este pequeno anel é similar ao Anel ε de Urano. Há estruturas semelhantes a ondas no meio de ambos os anéis. Enquanto se acredita que a onda no Anel ε seja causada pela lua uraniana Cordélia, nenhuma lua foi descoberta na Lacuna Maxwell desde julho de 2008.

## Anel B
O Anel B é o maior, mais brilhante e mais massivo dos anéis. Sua espessura é estimada entre 5 e 15 m e sua profundidade óptica varia de 0,4 até mais de 5, significando que >99% da luz passando através de algumas partes do Anel B é bloqueada.
Um estudo de 2016 das ondas de densidade espirais usando ocultações estelares indicou que a densidade superficial do Anel B está na faixa de 40 a 140 g/cm2, mais baixa do que se acreditava anteriormente, e que a profundidade óptica do anel tem pouca correlação com sua densidade de massa (um achado previamente reportado para os Anéis A e C). A massa total do Anel B foi estimada em algum ponto na faixa de 7 a 24×1018 kg. Isto é comparável à massa de Mimas de 375×1018 kg.

### Raios anelares
Até 1980, a estrutura dos anéis de Saturno era explicada como sendo causada exclusivamente pela ação de forças gravitacionais. Então, imagens da sonda Voyager mostraram acidentes radiais no Anel B, conhecidos como raios anelares, que não podiam ser explicados dessa maneira, uma vez que sua persistência e rotação em torno dos anéis não eram consistentes com a mecânica orbital gravitacional. Os raios aparecem escuros em luz retrodifundida, e brilhantes em luz antedifundida (ver imagens na Galeria); a transição ocorre em um ângulo de fase próximo a 60°. A teoria prevalente em relação à composição dos raios anelares é que eles consistem de partículas de poeira microscópicas em suspensão à distância do anel principal por repulsão eletrostática, já que elas giram quase sincronamente com a magnetosfera de Saturno. O mecanismo preciso que gera os raios anelares ainda é desconhecido, embora tenha sido sugerido que as perturbações elétricas poderiam ser causadas por raios na atmosfera de Saturno ou impactos por micrometeoroides nos anéis.
Os raios anelares não foram observados novamente até uns 25 anos depois, desta vez pela sonda Cassini. Os raios não estavam visíveis quando a Cassini chegou a Saturno no início de 2004. Alguns cientistas especularam que os raios não seriam visíveis de novo até 2007, baseados em modelos que tentavam descrever sua formação. Entretanto, a equipe de imagens da Cassini continuou procurando pelos raios nas imagens dos anéis, e eles foram vistos em imagens tiradas em 5 de setembro de 2005.
Os raios anelares parecem ser um fenômeno sazonal, desaparecendo no meio do inverno e no meio do verão de Saturno, e reaparecendo quando o planeta se aproxima do equinócio. Sugestões de que os raios podem ser um efeito sazonal, variando com a órbita de Saturno de 29,7 anos, foram suportadas pelo seu reaparecimento gradual nos últimos anos da missão Cassini.

### Lua menor
Em 2009, durante o equinócio, uma lua menor encaixada no Anel B foi descoberta a partir da sombra que ela lançava. Estima-se que ela tenha 400 m de diâmetro. À lua menor foi atribuída a designação provisória S/2009 S 1.

## Divisão Cassini

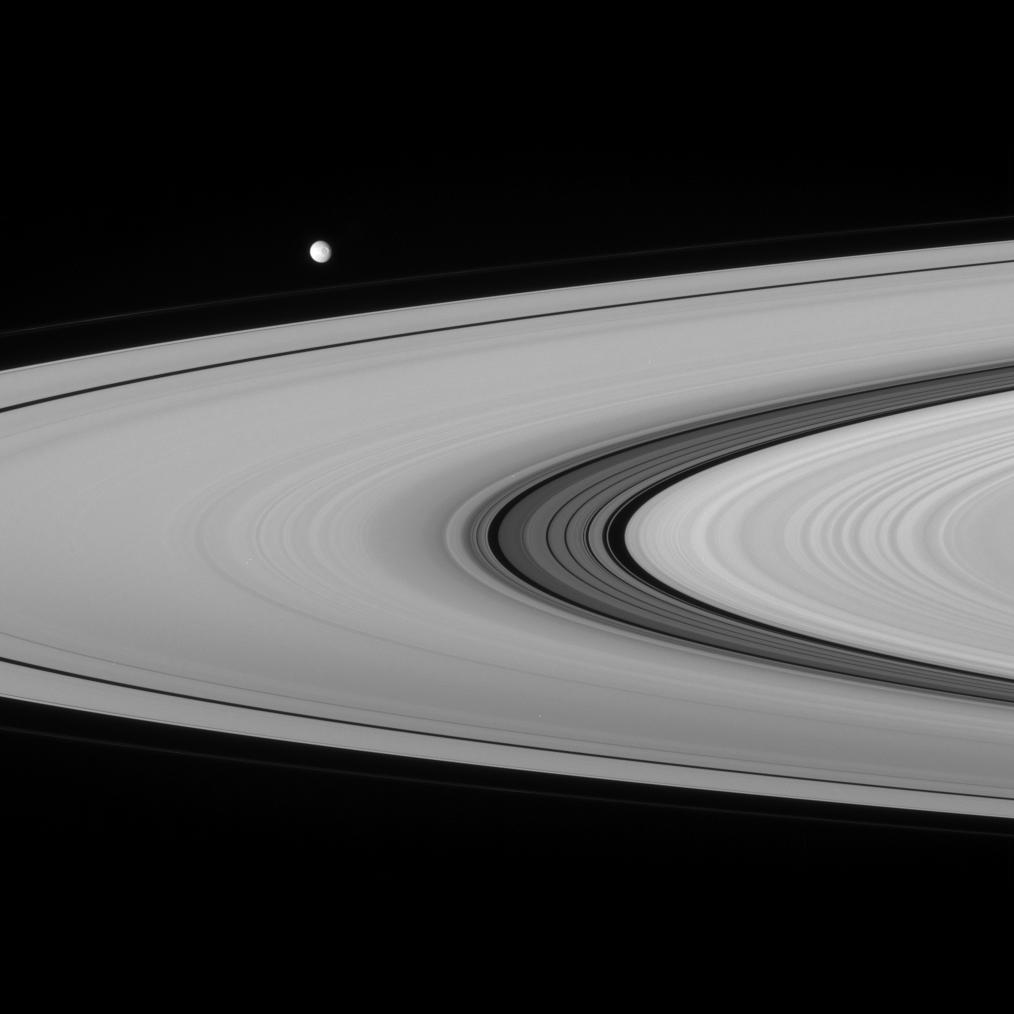
A Divisão Cassini, fotografada pela sonda Cassini. A Lacuna Huygens está na sua borda direita; a Lacuna Laplace está na direção do centro. Algumas outras lacunas mais estreitas também estão presentes. A lua ao fundo é Mimas.

A Divisão Cassini é uma região com 4 800 km de largura entre os Anéis A e B de Saturno. Ela foi descoberta em 1675 por Giovanni Cassini no Observatório de Paris, usando um telescópio de refração que tinha objetiva de 2,5 polegadas, distância focal de 20 pés e ampliação de 90x. Da Terra, ela aparece como uma fina lacuna negra nos anéis. Entretanto, a Voyager descobriu que a lacuna é populada por material de anel muito similar ao do Anel C. A Divisão pode aparecer brilhante em vistas do lado não iluminado dos anéis, uma vez que a densidade relativamente baixa do material permite que mais luz seja transmitida através da espessura dos anéis (veja a segunda imagem na Galeria).
O limite interior da Divisão Cassini é governado por uma forte ressonância orbital. As partículas neste local orbitam duas vezes para cada órbita de Mimas.

### Lacuna Huygens
A Lacuna Huygens está localizada no limite interior da Divisão Cassini. Ela contém na sua metade o denso e excêntrico Anel Menor Huygens. Este anel menor exibe variações azimutais irregulares da largura geométrica e da profundidade óptica, que podem ser causadas pela ressonância de quase 2:1 com Mimas e pela influência do limite exterior excêntrico do Anel B. Há um estreito anel menor adicional logo depois do Anel Menor Huygens.

## Anel A

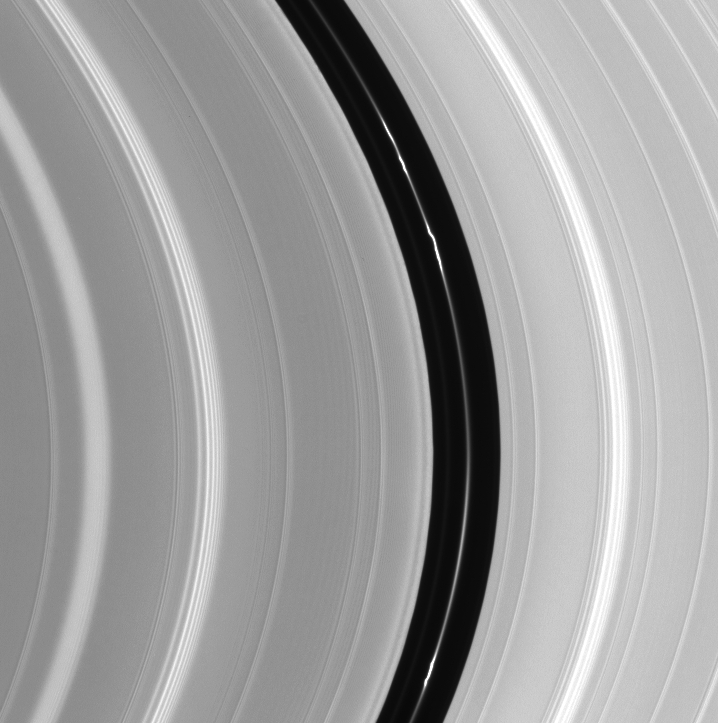
O anel menor central da Lacuna Encke do Anel A coincide com a órbita de Pã, fazendo com que suas partículas oscilem em órbitas ferraduras.

O Anel A é o mais externo dos anéis grandes e brilhantes. O seu limite interior é a Divisão Cassini e o seu limite exterior abrupto está próximo da órbita da lua menor Atlas. O Anel A é interrompido na localização de 22% da largura do anel, a partir do limite exterior, pela Lacuna Encke. Uma lacuna mais estreita, a 2% da largura do anel a partir do limite exterior, é chamada Lacuna Keeler.
A espessura do Anel A é estimada em 10 a 30 m, sua densidade superficial em 35 a 40 g/cm2 e sua massa total em 4 a 5×1018 kg (pouco menos que a massa de Hipérion). Sua profundidade óptica varia entre 0,4 e 0,9.
Da mesma forma que no Anel B, o limite exterior do Anel A é mantido por ressonâncias orbitais, embora neste caso num conjunto mais complicado. Ele é primariamente influenciado pela ressonância 7:6 com Jano e Epimeteu, com outras contribuições da ressonância 5:3 com Mimas e várias ressonâncias com Prometeu e Pandora. Outras ressonâncias orbitais também excitam muitas ondas de densidade espirais no Anel A (e, em menor intensidade, em outros anéis também), que respondem pela maioria da sua estrutura. Essas ondas são descritas pela mesma física que descreve os braços espirais das galáxias. Ondas curvas espirais, também presentes no Anel A e também descritas pela mesma teoria, são corrugações verticais no anel e não ondas de compressão.
Em abril de 2014, cientistas da NASA reportaram a observação de um possível estágio de formação de uma lua no limite exterior do Anel A.

### Lacuna Encke
A Lacuna Encke é uma lacuna de 325 km de largura dentro do Anel A, com centro a uma distância de 133 590 km do centro de Saturno. Ela é provocada pela presença da lua menor Pã, que orbita dentro dela. Imagens da sonda Cassini mostraram que há pelo menos três anéis finos entrelaçados dentro da lacuna. Ondas de densidade espirais, visíveis em ambos os lados, são induzidas por ressonância com luas próximas no exterior dos anéis, enquanto Pã induz um conjunto adicional de rastros espirais (ver imagem na Galeria).
O próprio Johann Encke não observou esta lacuna; ela foi nomeada em homenagem às suas observações dos anéis. A lacuna foi descoberta por James Edward Keeler em 1888. A segunda maior lacuna no Anel A, descoberta pela Voyager, foi nomeada Lacuna Keeler em sua homenagem.
A Lacuna Encke é uma lacuna porque está inteiramente dentro do Anel A. Havia alguma ambiguidade entre os termos lacuna e divisão até que a UAI clarificou as definições em 2008; antes disso a separação era às vezes chamada “Divisão Encke”.

### Lacuna Keeler

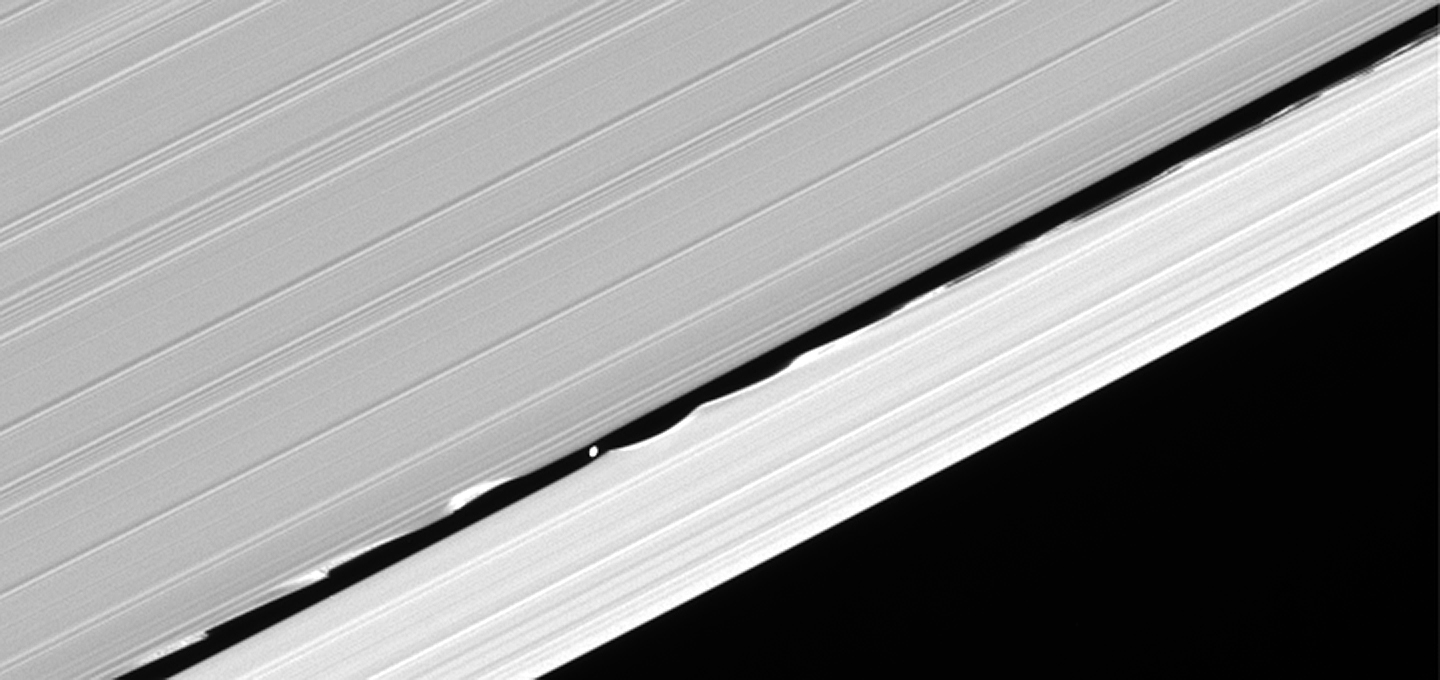
Ondas no limite da Lacuna Keeler, induzidas pelo movimento orbital de Dafne (ver também uma visão ampliada na Galeria).

A Lacuna Keeler é uma lacuna de 42 km de largura, a aproximadamente 250 km do limite exterior do anel. A lua menor Dafne, descoberta em 1º de maio de 2005, orbita dentro da lacuna, mantendo-a limpa. A passagem da lua induz ondas nos limites da lacuna (isto também é influenciado por sua ligeira excentricidade orbital). Como a órbita de Dafne é ligeiramente inclinada em relação ao plano do anel, as ondas têm um componente que é perpendicular ao plano do anel, atingindo uma distância de 1 500 km “acima” do plano.
A Lacuna Keeler foi descoberta pela Voyager e nomeada em homenagem ao astrônomo James Edward Keeler. Keeler por sua vez descobriu e nomeou a Lacuna Encke em homenagem a Johann Encke.

### Luas menores hélices

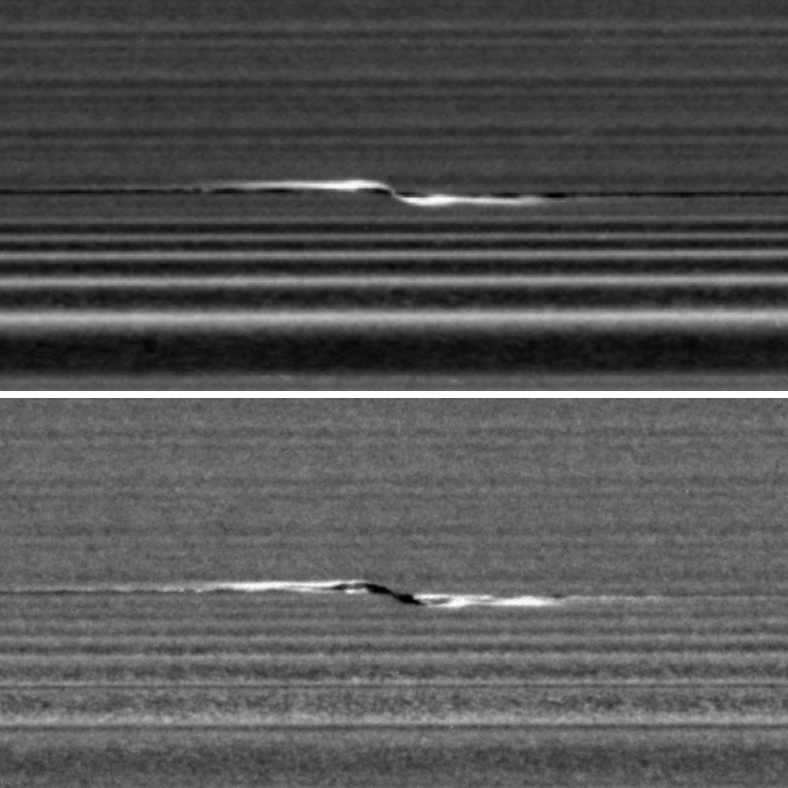
Lua menor impelidora Santos-Dumont nos lados iluminado (no alto) e não iluminado dos anéis

Em 2006, quatro luas menores foram encontradas nas imagens do Anel A. As luas menores têm apenas cerca de cem metros de diâmetro, muito pequenas para serem vistas diretamente. O que a Cassini viu eram as perturbações em forma de hélice que as luas menores criavam, com dimensões de vários quilômetros. Estima-se que o Anel A contenha milhares desses objetos. Em 2007, a descoberta de mais oito luas menores revelou que elas estão em sua maioria confinadas a um cinturão de 3 000 km, a cerca de 130 000 km do centro de Saturno, e até 2008 mais de 150 luas menores hélices tinham sido detectadas. Uma que foi acompanhada por vários anos foi apelidada Bleriot.

## Divisão Roche

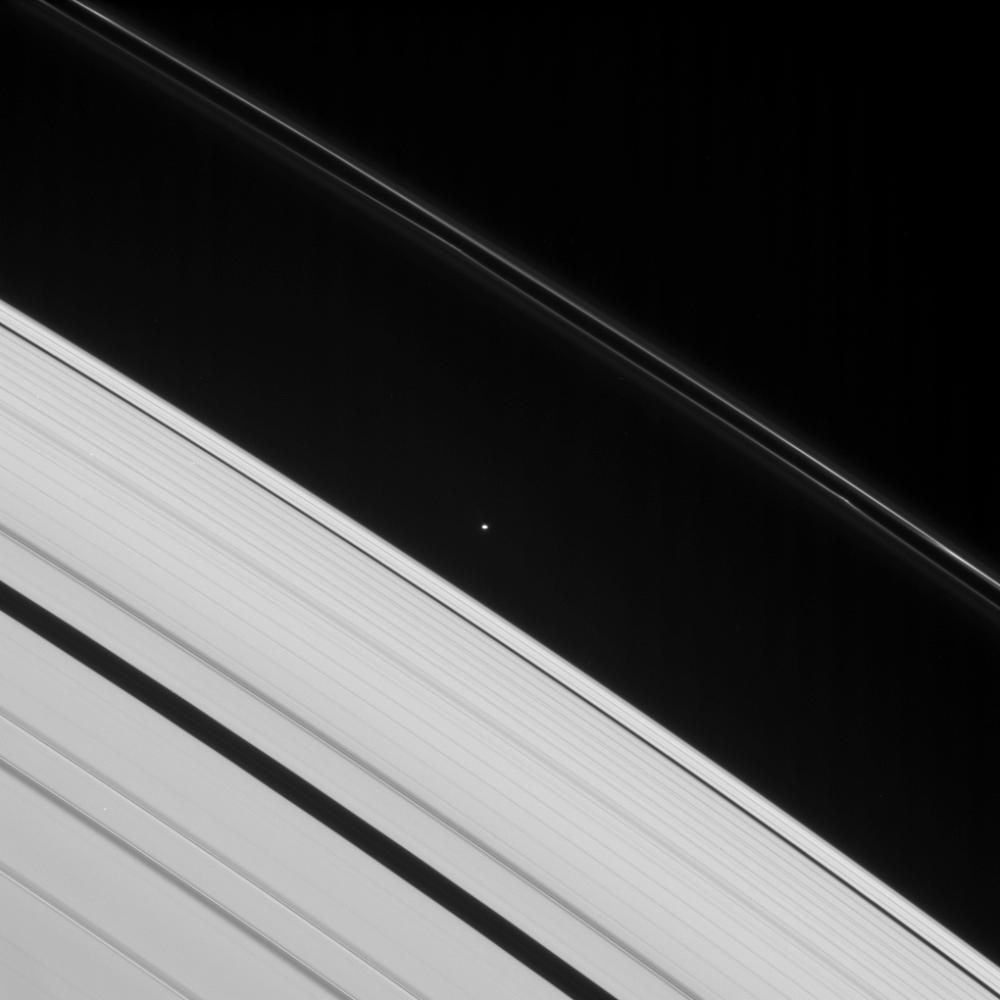
A Divisão Roche (passando pelo centro da imagem) entre o Anel A e o estreito Anel F. Atlas pode ser visto dentro dela. As Lacunas Encke e Keeler são também visíveis

A separação entre os Anéis A e F foi chamada Divisão Roche em homenagem ao físico francês Édouard Roche. A Divisão Roche não deve ser confundida com o limite de Roche, que é a distância à qual um grande objeto está tão perto de um planeta (como Saturno) que ele é arrasado pela força de maré do planeta. Localizada no limite exterior do sistema principal de anéis, a Divisão Roche está, na verdade, perto do limite de Roche de Saturno, que é o porquê de os anéis não terem podido acretar para formar uma lua.
Como a Divisão Cassini, a Divisão Roche não está vazia, mas contém uma camada de material. O caráter deste material é similar aos tênues e poeirentos Anéis D, E e G. Duas localizações na Divisão Roche possuem uma concentração de poeira mais alta do que o restante da região. Elas foram descobertas pela equipe de imagens da sonda Cassini e ganharam designações temporárias: R/2004 S 1, localizada na órbita da lua Atlas, e R/2004 S 2, cujo centro está a 138 900 km do centro de Saturno, no interior da órbita de Prometeu.

## Anel F
O Anel F é o discreto e mais externo anel de Saturno, e talvez o anel mais ativo do Sistema Solar, apresentando mudanças nas características numa escala de horas. Está localizado 3 mil quilômetros além da borda exterior do Anel A. O anel foi descoberto em 1979 pela equipe de imagens da Pioneer 11. Ele é muito fino, com apenas algumas centenas de quilômetros de extensão radial. Enquanto a visão tradicional é de que ele é mantido junto por duas luas pastoras, Prometeu e Pandora, que orbitam do lado de dentro e de fora dele, estudos recentes indicam que apenas Prometeu contribui para o confinamento. Simulações numéricas sugerem que o anel foi formado quando Prometeu e Pandora colidiram entre si e foram parcialmente destruídos.
Imagens em close mais recentes da sonda Cassini mostram que o Anel F consiste de um anel núcleo e um filamento em espiral em torno dele. Elas também mostram que, quando Prometeu encontra o anel em sua apoápside, a sua atração gravitacional cria torções e nós no Anel F, à medida que a lua “rouba” material dele, deixando um canal escuro na parte interna do anel (ver o link para o vídeo e imagens adicionais do Anel F na Galeria). Como Prometeu orbita Saturno mais rapidamente que o material no Anel F, cada novo canal é escavado cerca de 3,2 graus à frente do anterior.
Em 2008, dinamismo adicional foi detectado, sugerindo que pequenas luas não visíveis, orbitando dentro do Anel F, estão continuamente passando através do seu estreito núcleo, por causa das perturbações de Prometeu. Uma das luas foi tentativamente identificada como S/2004 S 6.

## Anéis exteriores

Os anéis exteriores vistos retroiluminados pelo Sol

### Anel Jano/Epimeteu
Um tênue anel de poeira está presente em torno da região ocupada pelas órbitas de Jano e Epimeteu, conforme revelado pelas imagens tomadas pela Cassini em 2006. O anel tem uma extensão radial de cerca de 5 000 km. Sua fonte são partículas expulsas da superfície das luas por impactos de meteoroides, que depois formam um anel difuso em torno dos seus caminhos orbitais.

### Anel G
O Anel G (ver última imagem na Galeria) é um anel muito fino e tênue a cerca da metade do caminho entre o Anel F e o começo do Anel E, com sua borda interior cerca de 15 mil km dentro da órbita de Mimas. Ele contém um único arco distintamente brilhante perto da sua borda interior (similar aos arcos nos anéis de Netuno), que se estende por cerca de um sexto da sua circunferência, centrado na lua menor Aegaeon, de meio quilômetro de diâmetro, que é mantida no lugar por uma ressonância orbital de 7:6 com Mimas. Acredita-se que o arco seja composto por partículas geladas de até alguns metros de diâmetro, com o restante do Anel G consistindo de poeira liberada de dentro do arco. A largura radial do arco é de cerca de 250 km, comparada com a largura de 9 000 km do Anel G como um todo. Acredita-se que o arco contenha matéria equivalente a uma pequena lua menor gelada com cerca de cem metros de diâmetro. A poeira liberada por Aegaeon e outras fontes dentro do arco por impactos de micrometeoroides flui para fora do arco por causa de interação com a magnetosfera de Saturno (cujo plasma gira com o campo magnético de Saturno, que gira muito mais rapidamente que o movimento orbital do Anel G). Essas pequenas partículas são constantemente erodidas por impactos adicionais e dispersadas pelo arraste do plasma. No curso de milhares de anos, o anel gradualmente perde massa, que é reposta por novos impactos sobre Aegaeon.

### Arco de anel Methone
Um tênue arco de anel, detectado pela primeira vez em setembro de 2006, cobrindo uma extensão longitudinal de cerca de 10 graus, está associado à lua Methone. Acredita-se que o material do arco represente poeira ejetada de Methone por impactos de micrometeoroides. O confinamento da poeira dentro do arco é atribuído à ressonância de 14:15 com Mimas (similar ao mecanismo de confinamento do arco dentro do Anel G).

### Arco de anel Anthe

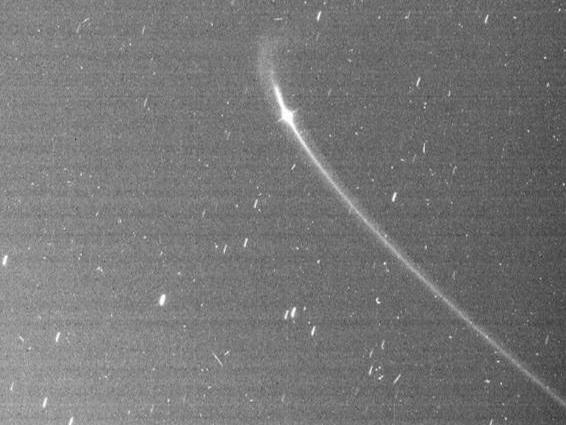
O arco de anel Anthe – a mancha brilhante é a lua Anthe

Um tênue arco de anel, detectado pela primeira vez em junho de 2007, cobrindo uma extensão longitudinal de cerca de 20 graus, está associado à lua Anthe. Acredita-se que o material do arco represente poeira ejetada de Anthe por impactos de micrometeoroides. O confinamento da poeira dentro do arco é atribuído à ressonância de 10:11 com Mimas. Sob a influência da mesma ressonância, Anthe oscila para a frente e para trás com uma amplitude de 14° de longitude.

### Anel Palene
Um tênue anel de poeira compartilha a órbita de Palene, como revelado por imagens tomadas pela sonda Cassini em 2006. O anel tem uma extensão radial de 2 500 km. Sua fonte são partículas expulsas de Palene por impactos de meteoroides, que então formam um anel difuso no seu caminho orbital.

### Anel E

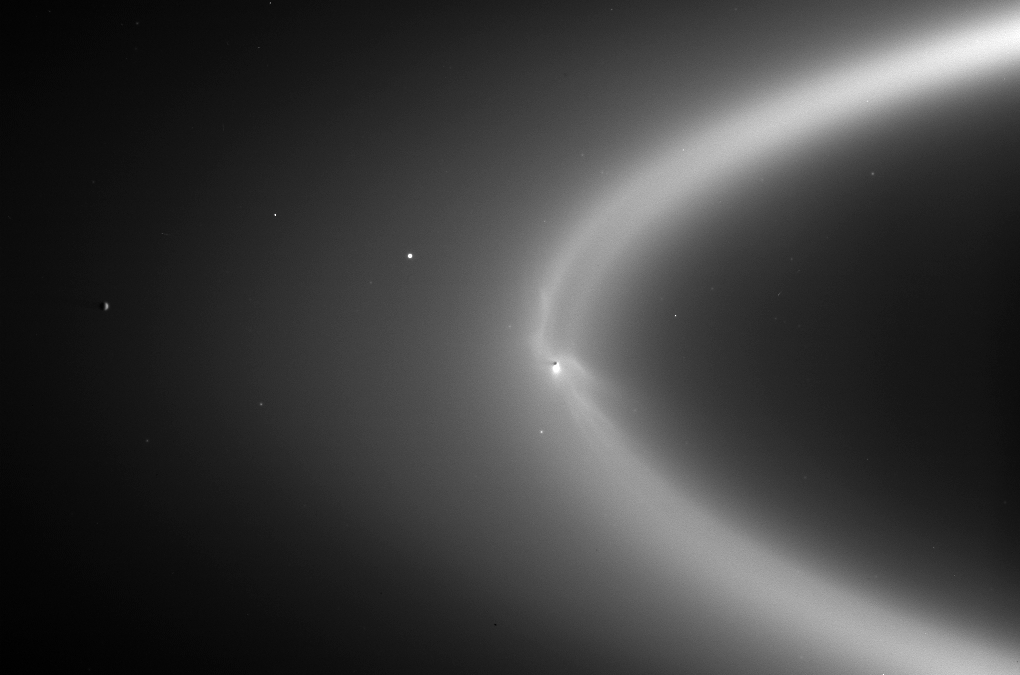
O Anel E iluminado por trás, com a silhueta de Encélado contra ele. Os jatos do polo sul da lua em brilhante erupção abaixo dela

O Anel E é o segundo mais exterior e é extremamente largo; ele consiste de muitas pequenas (mícron e submícron) partículas de gelo de água com silicatos, dióxido de carbono e amônia. O Anel E está distribuído entre as órbitas de Mimas e Titã. Diferentemente dos outros anéis, ele é composto de partículas microscópicas e não de blocos de gelo macroscópicos. Em 2005, foi determinado que a fonte do material do Anel E são plumas criovulcânicas emanando das “listras de tigre” da região polar sul da lua Encélado. Diferentemente dos anéis principais, o Anel E tem mais de 2 000 km de espessura, que aumenta com a distância de Encélado. Estruturas semelhantes a gavinhas observadas dentro do Anel E podem estar relacionadas a emissões dos jatos mais ativos do polo sul de Encélado.

### Anel Febe
Em outubro de 2009 foi reportada a descoberta de um tênue disco de material no interior da órbita de Febe. O disco estava alinhado com a Terra na época do descobrimento. Este disco pode ser livremente descrito como outro anel. Embora muito grande (visto da Terra, o tamanho aparente é de duas Luas cheias), o anel é virtualmente invisível. Ele foi descoberto utilizando-se o Telescópio espacial Spitzer da NASA, e foi visto em toda a faixa de observações, que se estenderam de 128 a 207 vezes o raio de Saturno, com cálculos indicando que ele pode se estender exteriormente a até 300 raios de Saturno e interiormente à órbita de Jápeto, a 59 raios de Saturno. O anel foi subsequentemente estudado usando o WISE, o Herschel e a sonda Cassini. As observações do WISE mostram que ele se estende desde pelo menos entre 50 e 100 a até 270 raios de Saturno (a borda interior se perde no clarão do planeta). Dados obtidos com o WISE indicam que as partículas do anel são pequenas: aquelas com raios maiores que 10 cm compreendem 10% ou menos da área da seção reta do anel.

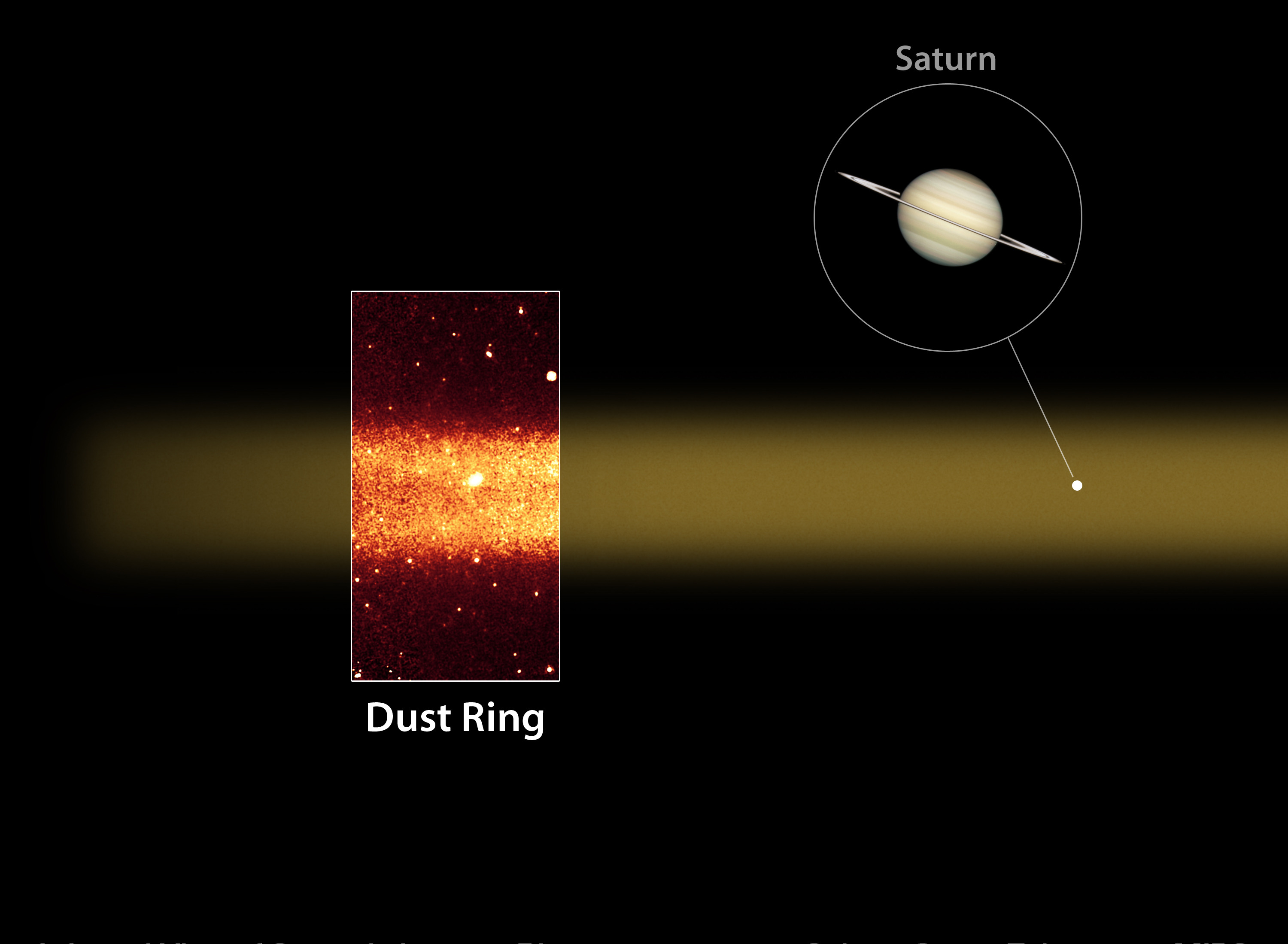
A enorme extensão do anel Febe torna anões os anéis principais. No detalhe: imagem do telescópio espacial Spitzer de parte do anel.

Febe orbita o planeta a uma distância entre 180 e 250 raios. O anel tem uma espessura de cerca de 40 raios. Como se presume que as partículas do anel se tenham originado de impactos (micrometeoroides e maiores) sobre Febe, eles devem compartilhar a sua órbita retrógrada, que é oposta ao movimento orbital da próxima lua interna, Jápeto. Este anel se situa no plano da órbita de Saturno, ou grosseiramente a eclíptica, portanto está inclinado 27 graus em relação ao plano equatorial de Saturno e aos outros anéis. Febe está inclinado 5° em relação ao plano da órbita de Saturno (frequentemente escrito 175°, devido ao movimento retrógrado de Febe).
A existência do anel foi proposta no anos 1970 por Steven Soler. A descoberta foi feita por Anne J. Verbiscer e Michael F. Skrutskie (da Universidade da Virgínia) e Douglas P. Hamilton (da Universidade de Maryland). Os três tinham estudado juntos na Universidade Cornell como estudantes da graduação.
Material do anel migra para o interior devido a reemissão de radiação solar, com velocidade inversamente proporcional ao tamanho da partícula: uma partícula de 3 cm migraria da vizinhança de Febe para a de Jápeto ao longo da idade do Sistema Solar. O material então atingiria o hemisfério frontal de Jápeto. A queda deste material provoca um leve escurecimento e avermelhamento do hemisfério frontal (similar ao que é visto nas luas de Urano Oberon e Titânia), mas não cria diretamente uma coloração dramática em dois tons daquela lua. Em vez disso, o material que cai inicia um processo com feedback positivo de autossegregação térmica de sublimação do gelo das regiões mais quentes, seguido de condensação de vapor sobre regiões mais frias. Isto deixa um resíduo escuro de material cobrindo a maior parte da região equatorial do hemisfério frontal de Jápeto, que contrasta com os brilhantes depósitos de gelo que cobrem as regiões polares e a maior parte do hemisfério traseiro.

## Possível sistema de anéis em torno de Reia
Foi desenvolvida uma hipótese de que Reia, a segunda maior lua de Saturno, possui um sistema próprio de anéis, consistindo de três estreitas bandas encaixadas em um disco de partículas sólidas. Esses supostos anéis não foram fotografados, mas sua existência foi inferida das observações da Cassini, em novembro de 2005, de uma diminuição de elétrons energizados na magnetosfera de Saturno perto de Reia. O instrumento de imagens de magnetosferas (Magnetospheric Imaging Instrument – MIMI) observou um suave gradiente pontuado por três quedas bruscas no fluxo de plasma em cada lado da lua, em um padrão quase simétrico. Isso poderia ser explicado se ele fosse absorvido por material sólido na forma de um disco equatorial contendo anéis mais densos ou arcos, com partículas de talvez vários decímetros até aproximadamente um metro de diâmetro. Uma evidência mais recente, consistente com a presença de anéis em Reia, é um conjunto de pequenas manchas brilhantes no ultravioleta, distribuídas em uma linha que se estende a três quartos do caminho em torno da circunferência da lua, a dois graus do equador. As manchas foram interpretadas como os pontos de impacto de material do anel saindo de órbita. Entretanto, observações apontadas pela Cassini para o suposto plano de anéis, de diversos ângulos, não resultaram em nada, sugerindo ser necessária uma outra explicação para essas características enigmáticas.